# Robert Rothwell
 (janvier 2020).
Robert Rothwell est un acteur américain, né le 20 novembre 1930 à Santa Barbara, Californie, et mort le 22 juillet 2006 à Woodland Hills Californie.

## Filmographie
- 1966 : El Dorado de Howard Hawks : Saül MacDonald
- 1968 Le Virginien (TV) saison 6 épisode 20 (le bandit au grand cœur) : Kelliher
- 1972 : Pas vu, pas pris
- 1973 : Columbo ( Série TV) : Double Choc : 2e inspecteur